# SK Stettiner Rasenfreunde
SK Stettiner Rasenfreunde was een Duitse voetbalclub uit Stettin (tegenwoordig in Polen gelegen onder de naam Szczecin). 

## Geschiedenis
De club werd in 1920 opgericht. De club speelde in de Pommerse competitie. Stettin had een eigen competitie, waarvan de beste clubs naar de Pommerse eindronde gingen. De concurrentie in de stad was erg groot en de Rasenfreunde speelden in 1925/26 voor het eerst in de hoogste klasse. De club eindigde op een zevende plaats, echter werd de competitie van negen clubs teruggebracht naar vijf clubs waardoor ze degradeerden. Na twee seizoenen kon de club opnieuw promotie afdwingen. Nu werden ze laatste, maar deze keer profiteerden ze van een competitie uitbreiding. In 1931 plaatste de club zich voor de Pommerse eindronde, maar verloor daar alle drie de wedstrijden. In 1932 volgde een degradatie. 
In 1933 werd het voetbal grondig geherstructureerd in Duitsland. Met de nieuwe Gauliga Pommern, bleef de Pommerse competitie enigszins bestaan als competitie en niet meer als eindronde. Doordat ook clubs uit andere steden nu in de hoogste klasse speelden slaagden de Rasenfreunde er niet meer in te promoveren. 
Na het einde van de Tweede Wereldoorlog werden alle Duitse voetbalclubs ontbonden, Stettin werd nu een Poolse stad en de club hield op te bestaan.